# نوبهار (تاجیکستان)
نوبهار (پیشتر: اَوْزی‌کند) جماعت و شهرکی در شمال غربی تاجیکستان است که در ناحیهٔ مست‌شاه ولایت سغد قرار دارد. جمعیت این جماعت ۱۰٬۳۷۳ نفر است.